# بوزوما سانت جون
بوزوما " بوز " سانت جون (الاسم قبل الزواج نيي آرثر) هي سيدة أعمال ومسؤولة تسويق أمريكية-غانية شغلت منصب الرئيسة التنفيذية للتسويق في Netflix من أغسطس 2020 إلى مارس 2022. سابقًا عملت ككبيرة مسؤولي العلامة التجارية في شركة أوبر من عام 2017 إلى عام 2018، و ككبيرة مسؤولي التسويق في شركة إنديفور من عام 2018 إلى عام 2020.كما كانت سانت جون مسؤولة تنفيذية في التسويق في Apple Music حتى يونيو 2017، بعد انضمامها إلى الشركة من خلال استحواذها على Beats Music . من عام 2005 حتى عام 2014، عملت في شركة بيبسيكو ، وفي نهاية المطاف عملت كرئيسة لتسويق الموسيقى والترفيه. في مايو 2021، تم اختيارها ضمن أفضل 50 من القيادات النسائية الأكثر تأثيرًا في أفريقيا في مجال الشركات والأعمال التجارية من قبل Leading Ladies Africa. 

## وقت مبكر من الحياة
وُلدت سانت جون للقس الدكتور القس أبياندا آرثر وأبا آرثر (اسمها قبل الزواج إينيم) في ميدلتاون ، كونيتيكت في الولايات المتحدة. كان والدها عازف كلارينيت وعضوًا في الجيش الغانا قبل أن يهاجر إلى الولايات المتحدة لمتابعة الدراسات العليا. عندما كانت تبلغ من العمر ستة أشهر، انتقلت العائلة إلى غانا ،   ومع ذلك، خلال طفولتها المبكرة عاشت عائلتها بين نيروبي ، كينيا ، وواشنطن العاصمة  واستقروا في كولورادو سبرينجز، كولورادو عندما كانت في الـ 12 عامًا. تذكر القديسة جون أن والدها هو "مصدر إلهامها الأكبر". 
فِي عام 1999، تخرّجت سانت جون من جامعة ويسليان بدرجة في اللغة الإنجليزية والدراسات الأمريكيين من أصل أفريقي .   وكان والدها قد حصل على درجة الدكتوراه في علم الموسيقى العرقية في عام 1977، أيضًا من جامعة ويسليان.   
شقيقتها ألوا آرثر محامية ومرافقة في حالات الوفاة . 

## حياة مهنية

### تسويق
بَعد التخرج مِنْ الجامعة، عَملت سانت جون في وكالات الإعلان Arnold Worldwide و Spike DDB التابعة لـ Spike Lee . كما عملت في علامة الأزياء آشلي ستيوارت ، حيث شغلت منصب نائبة رئيس التسويق. 
انضمت سانت جون إلى شركة بيبسيكو كمديرة أولى للتسويق في عام 2005.  لاحقًا، قادت دخول شركة PepsiCo في مجال التسويق القائم على المهرجانات الموسيقية بصفتها رئيسة التسويق الموسيقى والترفيهي.  بقيت في الشركة لما يقرب من عقد من الزمان قبل أن تنضم إلى شركة Beats Music في عام 2014، عندما قام جيمي إيوفيني من Beats بتجنيد سانت جون بناءً على خبرتها في تسويق الموسيقى.  انتقل سانت جون من نيويورك إلى لوس أنجلوس لقيادة التسويق للشركة. 
تم شراء Beats بعد ذلك بوقت قصير من قبل شركة Apple ،  وأصبحت Saint John رئيسة التسويق العالمي للمستهلكين في iTunes وApple Music ، وكانت تسافر بين لوس أنجلوس ومقر Apple في كوبرتينو عدة مرات في الأسبوع.  وصف الصحفيون عرض سانت جون لإعادة تصميم Music على المسرح خلال مؤتمر Apple Worldwide Developers لعام 2016 بأنه لحظة انطلاقتها، حيثُ أظهرت "شغفًا" وشخصية آسرة أسرت الجماهير المحلية وعبر الإنترنت.     قال بيز كارسون من موقع Business Insider أن ظهورها ساعد في التأكيد على إعادة بناء برنامج Apple Music بالكامل.  كتب موقع BuzzFeed أنها كانت الشخص "الأروع" على الإطلاق الذي صعد على المسرح في خطاب رئيسي لشركة Apple.  
في 6 يونيو 2017، أصبحت سانت جون كبيرة مسؤولي العلامة التجارية في أوبر. 
في يونيو 2018، غادرت سانت جون أوبر لتنظم إلى شركة إنديفور ككبيرة مسؤولي التسويق.    وقالت عن قرارها بالمغادرة: "عندما وصلت إلى أوبر، كنت صادقة في رغبتي بالذهاب وتغيير ما اعتقدت أنه بيئة صعبة، خاصة بالنسبة للنساء والأشخاص ذوي البشرة الملونة... ما اكتشفته هو وجود الكثير من الأشخاص الذين لديهم رغبة بأن يكونوا أفضل، لكنهم لم يتمكنوا من تجاوز عقباتهم الذاتية... في مرحلة ما، أصبح الأمر مرهقًا جدًا بالنسبة لي... أصبح درسًا جيدًا لنا جميعًا: لست بحاجة إلى أن تكون المنقذ، يمكنك إنقاذ نفسك أيضًا."  أثناء وجودها في إنديفور، ساعدت سانت جون في قيادة مشروع علامة تجارية "أزمة" لبيتزا باباجونز بعد أن استخدم مؤسس الشركة، جون شناتر ، لغة عنصرية في مكالمة جماعية.  
عينت Netflix سانت جون ككبيرة مسؤولي التسويق الجديدة في 30 يونيو 2020، مما جعلها ثالث شخص يشغل هذا المنصب في شركة خلال عامي 2019-2020.  كانت أول امرأة سوداء تتولى منصبًا تنفيذيًا رفيع المستوى في Netflix.  حل سانت جون محل جاكي لي جو، الذي غادر الشركة لأسباب شخصية. بدأ القديس جون دوره الجديد في أغسطس 2020  وغادر في مارس 2022. 

### الكتابة والتدوين الصوتي
في مايو 2020، أطلقت Saint John محدودة السلسلة مع صحيفة كاتي كوريك بعنوان ""Back to Biz with Katie and Boz"بالتعاون مع iHeart Media. بدأ البودكاست بالتركيز على كيفية بدء الشركات الصغيرة والكبيرة في جميع أنحاء البلاد طوال جائحة فيروس كورونا ، ولكن بعد مقتل جورج فلويد توسع البودكاست للتركيز أيضًا على العنصرية المنهجية وإصلاح العدالة الجنائية . 
كتبت سانت جون مذكرات بعنوان "الحياة العاجلة"، تصف فيها عملها كمديرة تسويق، وفقدان زوجها، وتحولها إلى أم عزباء. تاريخ النشر هو 21 فبراير 2023، بواسطة Viking Press .  

### أعمال أخرى
فِي يناير 2021، قامت سانت جون بتدريس برنامج مُكثف قَصير (SIP) لطلاب ماجستير إدارة الأعمال في كلية هارفارد للأعمال بعنوان "تشريح الشخص القوي". 
في مايو 2024، تم الإعلان عن انضمام سانت جون إلى طاقم فريق عمل ربات البيوت الحقيقيات في بيفرلي هيلز ، كعضو فريق عمل بدوام كامل للموسم الرابع عشر. 

## النشاط والمشورة والعمل الخيري
أطلقت سانت جون مبادرة #ShareTheMicNow على Instagram بالتعاون مع Luvvie Ajayi و Glennon Doyle و Stacey Bendet . في 10 يونيو 2020، استحوذت 52 امرأة سوداء على حسابات 52 امرأة بيضاء ذات منصات كبيرة على إنستغرام لجذب الانتباه إلى الأعمال التي يقمن بها لتحفيز التغيير. استحوذت سانت جون على حسابات إنستغرام الخاصة بالنساء السود البارزات مثل: إيلين ويلتروث ، وأنجليكا روس ، وكريستين ميشيل كارتر ، وجيا بيبرز، التي استحوذت على حسابات نساء البيض مثل :جوليا روبرتس ، وإليزابيث وارن ، وديان فون فورستنبرغ .    
تشمل جهود سانت جون الخيرية تمثيلها لمنظمة Pencils of Promise كسفيرة عالمية لغانا وعضويتها في مجالس إدارة كل من Girls Who Code و Vital Voices .    كما كانت عضوًا سانت جون في مجلس المستشارين الرئاسي لجامعة ويسليان، جامعتها الأم.  وهي أيضًا عضو في المجلس الاستشاري الأسود للتأثير، وهي مبادرة أطلقها مجلس مصممي الأزياء في أمريكا لمعالجة الاستبعاد المنهجي للسود في صناعة الأزياء. 
في مايو عام (2022)، تم إدخال سانت جون إلى قاعة مشاهير التسويق التابعة لجَمعية التسويق الأمريكية. 

## الحياة الشخصية
كانت سانت جون متزوجة من بيتر سانت جون من عام 2003 حتى وفاته في عام 2013.  لديهم طفل واحد، لايل سانت جون.  

## الجوائز والأوسمة
- 2015 : بيلبورد ، كأفضل النساء في عالم الموسيقى [49]
- 2016: بيلبورد ، المديرة التنفيذية للعام [50]
- 2016: فورتشن ، 40 تحت سن الأربعين [51]
- 2017: زميل هنري كراون في معهد أسبن [52] [53]
- Ad Age ، 50 من أكثر الأشخاص إبداعًا ومبتكرين ونجومًا، ميزة 40 تحت 40 [54]
- Adweek ، الشخصيات الأكثر إثارة في مجال الإعلان [55]
- الأبنوس ، 100 من المديرين التنفيذيين الأقوياء [56]
- شركة فاست ، أكثر 100 شخص إبداعًا [56]
- الحظ ، المخربون [57]
- أفضل 100 امرأة ملهمة لهذا العام حسب مجلة Glitz Africa

## روابط خارجية
- badassbozعلى تويتر.
- بوزوما سانت جون على إنستغرام